# 二軸車 (鉄道)

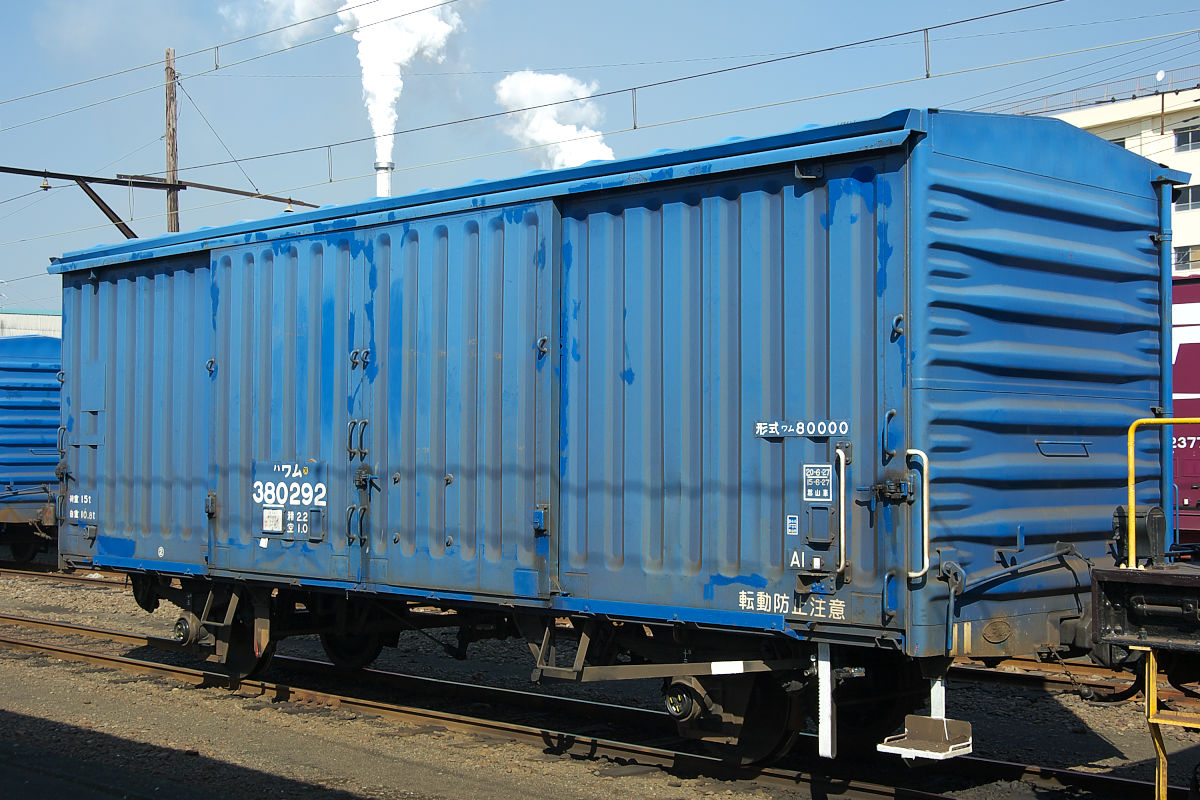
二軸車の例（日本国有鉄道ワム80000形）

二軸車（にじくしゃ）とは、鉄軌道車両のうちで一つの車体の走り装置が二本の車軸のみの車両のこと。ボギー車との区別で使われる。
電車の場合は、四輪単車（二軸単車）、あるいは単に単車と呼ばれることが多く、その場合の台車は、単台車と呼ばれる。

## 分類
馬車や自動車のリーフリジッドサスペンションと同様に、板ばねを懸架装置の一部に兼用したものや、台車を台枠（だいわく）に固定したもののように、車軸が偏向できない構造のものと、一軸台車を持ち、偏向できるものがある。

### 板ばね懸架
荷重変化によるばね両端の変位を許す構造の違いにより分類される。前後左右の車軸の位置決めは軸箱守（じくばこもり = ペデスタル）で行なわれる。

#### シュー式
| シュー式の例（近江鉄道ミュージアムにて）  |  | シュー式 |
| シュー式の例 （近江鉄道ミュージアムにて） |  | シュー式 |

板ばねの両端に摺動用のシュー（Shoe = 靴）があり、台枠にはその部分で接しているだけで、固定はされていない。

#### リンク式
| リンク式の例（近江鉄道ミュージアム） |  | リンク式 |
| リンク式の例（近江鉄道ミュージアム） |  | リンク式 |

二段リンク式に対して一段リンク式と呼ばれることもある。板ばね両端はアイ（目玉）形状となり、引っ張り方向に働くリンク（シャックル）で吊られている。シュー式に比べ、ばね両端の摩擦が少なく、車軸の動きが良い。

#### 二段リンク式
| 二段リンク式（横瀬車両基地の保存車） |  | 二段リンク式 |
| 二段リンク式（横瀬車両基地の保存車） |  | 二段リンク式 |

二つの輪からなる上ばね吊りが一つの輪の下ばね吊りを挟む構造となっている。お互いのリンクを繋ぐ部品が天秤の役割を果たし、三点支持を形成する。
一段リンクに比べ車軸の動きが良く、脱線に対する抗力も上がり、貨車の最高速度で 10 km/hの向上(65 km/h → 75 km/h)を果たした。

### 台車懸架

#### 単台車式

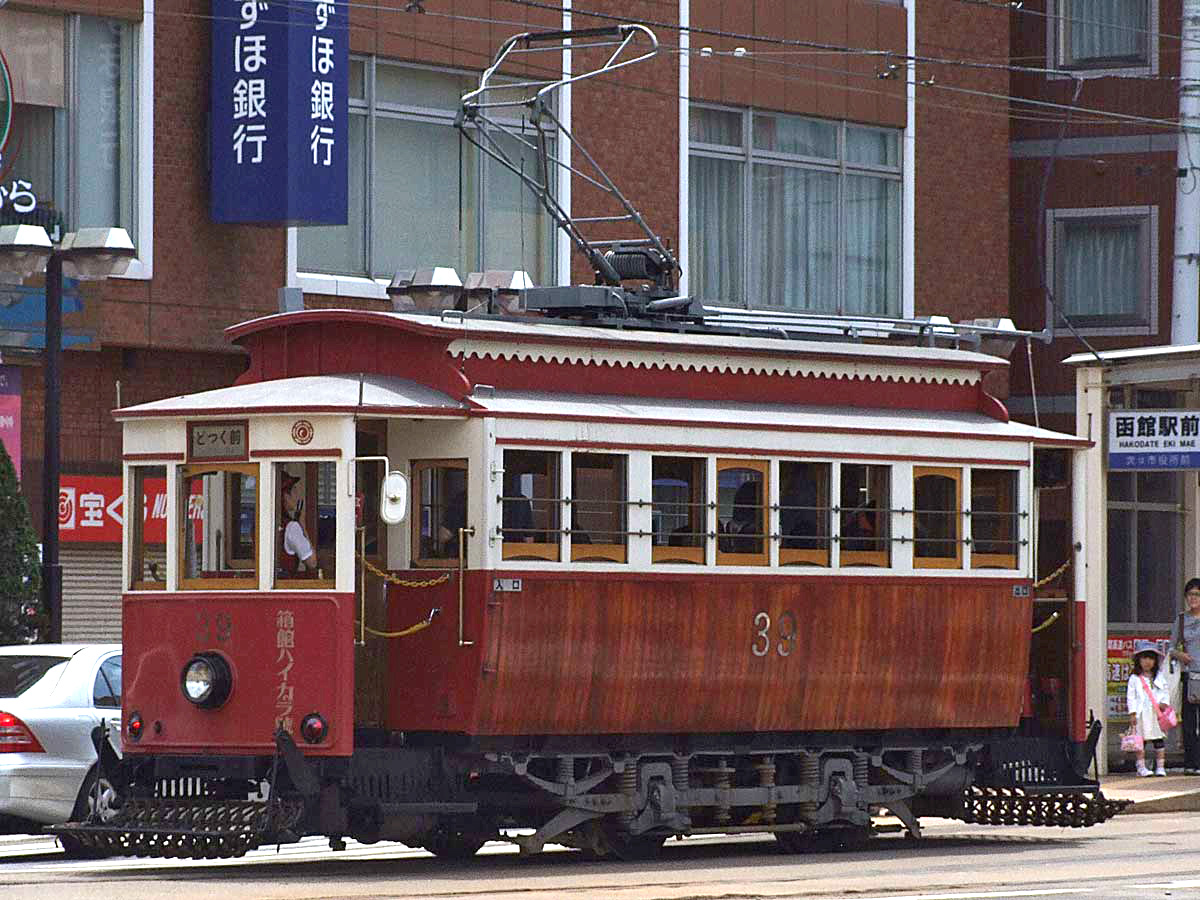
単台車式の例
函館市電の30形39
ブリル21E形台車を装備

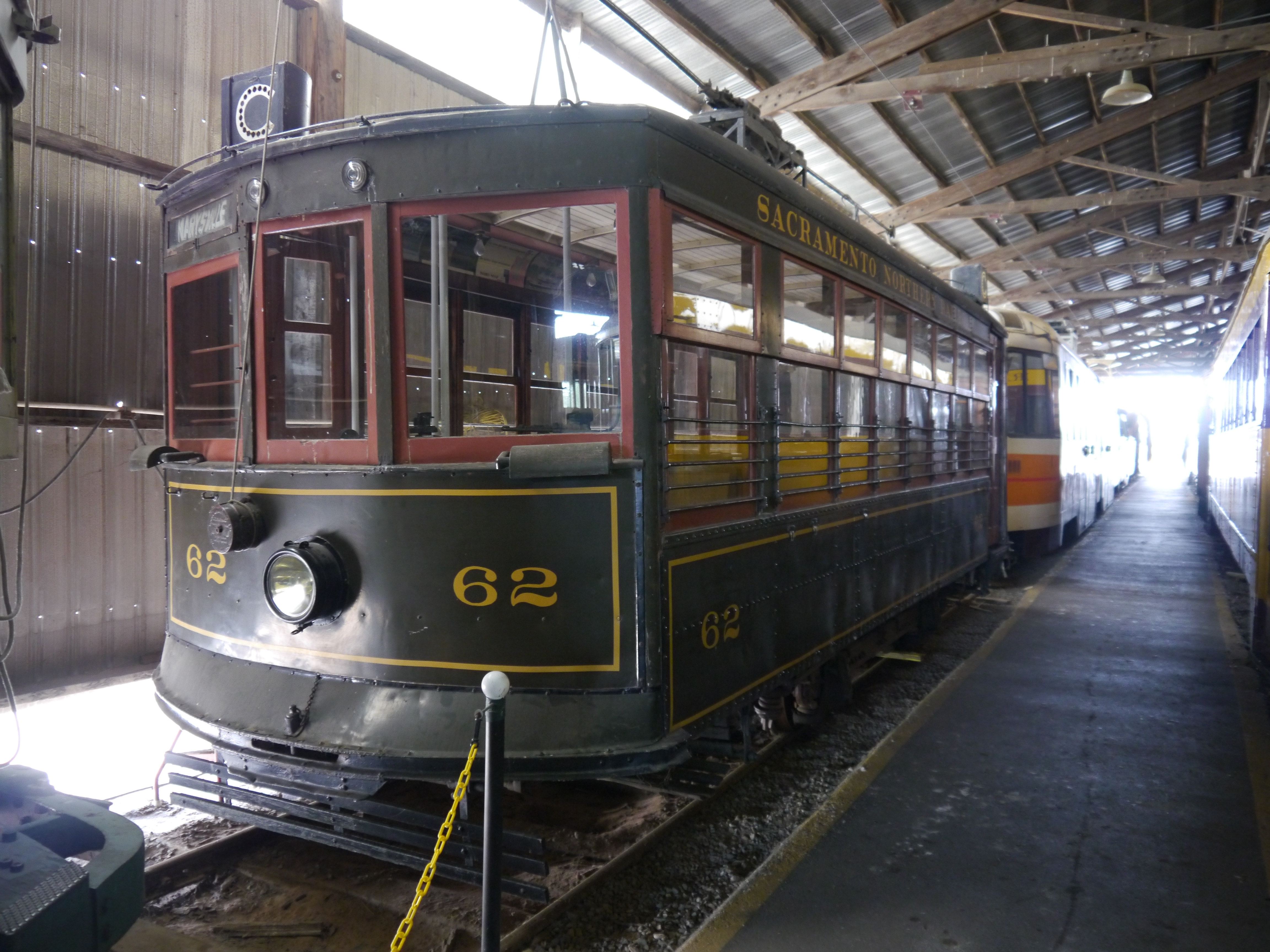
バーニーカーの例
サクラメント・ノーザン鉄道の62号
ウェスタン鉄道博物館の保存車

黎明期の小型電車や路面電車に多く見られる走り装置。台車は台枠と一体であり、首振り機能は持たない。
車体から独立した台車枠に装備した軸ばねと枕ばねで輪軸を懸架する。重ね板ばねを軸ばねとして輪軸が車体に直接懸架された二軸貨車の足回りとは異なり、構造的に台車を構成しているので「単台車」と呼ばれる。
円滑な曲線通過のために軸距を長く取ることが困難で、車体長に対して長くなる車体のオーバーハング部分が走行中上下左右に振り子状に振られてピッチングやヨーイングが激しく、横揺れを積極的に吸収する上揺れ枕に相当する機構を持たない事もあって蛇行動を誘発しやすく、乗り心地も走行特性も悪い。高速化にも車両の大型化にも適さず、ボギー式に取って代られた。
しかしながらこれには例外がある。バーニーカーがそれで、既にボギー車時代になっていた1915年に敢えて小型の単車として登場した。これは車輌を小型にすることで頻発運転とワンマン運転を可能とすることで効率化を図った路面電車であった。この電車は乗務員の不足していた第一次世界大戦中には一定の成果を上げ、1930年まで製造が続けられたが、やがて終戦後には収容力不足や軽量ゆえの脱線のしやすさなどの問題が露呈し、最終的に第一線から退くことになった。
なお、路面電車がバリアフリーの観点から超低床車の時代になると、車両全体を車椅子対応にするためにはボギー車にすることが困難という観点から(回転可能な台車を超低床に対応させることは困難なため)、再び二軸車が脚光を浴びることになった。ただし、通常は複数の車両を連結して使われ、1両だけ単独で使われることはない。